# ザック・コリアー
ザッカリー・エドワード・コリアー（Zachary Edward Collier, 1990年9月8日 - ）は、アメリカ合衆国・カリフォルニア州サンバーナーディーノ郡チノヒルズ出身のプロ野球選手（外野手）。左投左打。独立リーグ・アトランティックリーグのサザンメリーランド・ブルークラブス所属。

## 経歴
2008年のMLBドラフト1巡目追補（全体34位）でフィラデルフィア・フィリーズから指名され、プロ入り。
2012年11月20日に40人枠に登録された。
2013年は傘下AA級レディング・ファイティン・フィルズで123試合に出場し、打率.222、8本塁打、36打点の成績を残した。
2014年も傘下AA級レディングで86試合に出場し、打率.240、9本塁打、29打点の成績を残したが、この年限りでフィリーズを退団した。
2015年は独立リーグ・アトランティックリーグのランカスター・バーンストーマーズでプレーした。
2015年12月18日にワシントン・ナショナルズとマイナー契約を結んだ。
ナショナルズ傘下ではAAA級シラキュース・チーフスでプレーしたのが最高で、メジャー昇格の機会がないまま2019年7月12日に解雇された。
2019年7月21日に独立リーグ・アトランティックリーグのニューブリテン・ビーズと契約した。ニューブリテン・ビーズのリーグ脱退にともなう分配ドラフトにより、11月6日にサザンメリーランド・ブルークラブスに移籍した。

## 詳細情報

### 背番号
- 8（2015年）